# Bout de Zan et le Cigare
Pour plus de détails, voir Fiche technique et Distribution.
Bout de Zan et le Cigare est un film muet français réalisé par Louis Feuillade, sorti en 1914.

## Fiche technique
- Titre : Bout de Zan et le Cigare
- Réalisation : Louis Feuillade
- Scénario : Louis Feuillade
- Société de production : Société des Etablissements L. Gaumont
- Société de distribution : General Film Company (États-Unis)
- Métrage : 120 m
- Langue : film muet avec les intertitres en français
- Format : Muet - Noir et blanc - 35 mm - 1,33:1
- Genre : Comédie
- Durée : 4 minutes
- Dates de sortie : 
  - France : 13 février 1914

## Distribution
- René Poyen : Bout de Zan